# Mátyás Laáb
Mátyás Laáb, auch: Matijaš Laáb (* 1746 in Bezenye; † 7. August 1823 in Neudorf bei Parndorf) war ein burgenlandkroatischer katholischer Priester, Schriftsteller und Übersetzer.

## Leben
Laáb wurde in Pallersdorf (kroatisch: Bizonja) geboren. 1790 war er Kaplan in Sigleß. Später war er Pfarrer von Kleinandrä (Hidegség, Vedešin). Von 1797 bis zu seinem Tod war er Pfarrer in Neudorf (Novo Selo).
Zwischen 1814 und 1820 schrieb er zwei Katechismen. Sein Hauptwerk ist die Erstübersetzung des Neuen Testamentes ins Burgenlandkroatische. Mátyás Laábs Ziel war die Reform der burgenlandkroatischen Sprache, deshalb begann er mit der Übersetzung der Bibel. 1812 präsentierte er seine Übersetzung den Bischof in Zagreb, sie wurde aber nicht gedruckt.

## Werke
- Burgenlandkroatische Übersetzung des Neues Testamentes, 1812.
- Krátka summa velíkoga óbcsinszkoga katekízmusa za ucsnyu mláje druzsíne Gornyih Ug'rszki Horvátov (Kurze Lehrbuch über den Großen Katechismus für die Kroatische Familien in Oberungarn), 1814.
- Véliki óbcsinszki katekizmus za Górnye Ugrszke Horváte (Große Katechismus für die Kroaten in Oberungarn), 1820.